# Dove (varumärke)

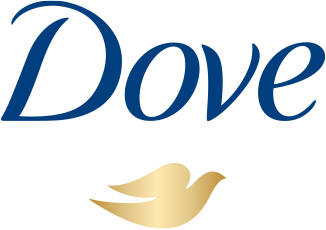
Logotyp.

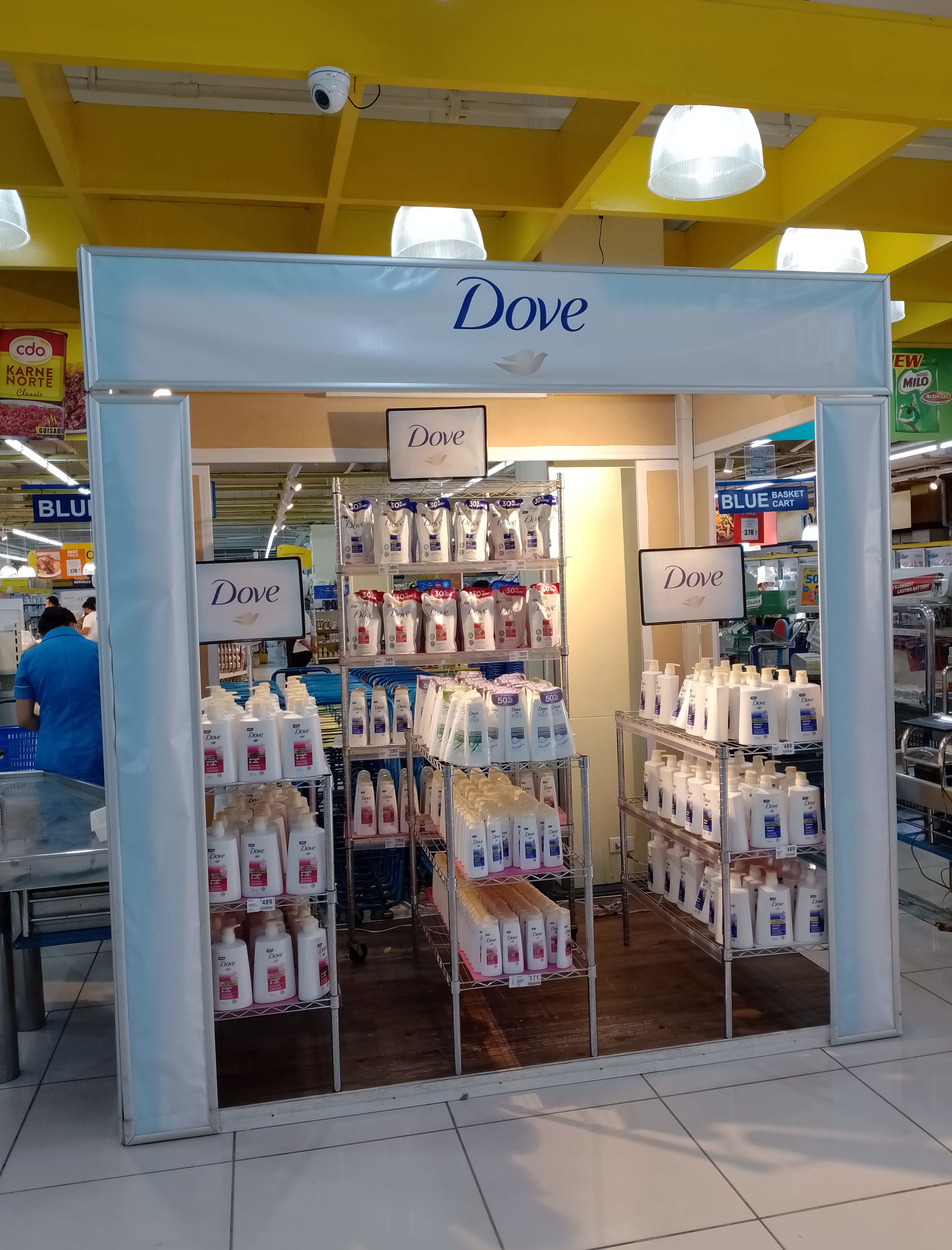
Doveprodukter i butik.

Dove är ett varumärke för bland annat hudvårds- och hårvårdsprodukter. Produkterna tillverkas i Nederländerna, USA, Tyskland, Irland, Australien och Brasilien. Namnet på märket kommer sig av det engelska språkets ord för duva.
Anledningen till att namnet valdes var att företaget redan innan hade haft ett liknande märke, baserat på Christoph Pleines De Duif hos Zeepfabrieken de Duif som startats 1889 i Den Dolder. Efter en eldsvåda 1909, fick man starta om och 1917 blev man N.V. 'Koninklijke Zeepfabrieken de Duif'. Märket har funnits sedan 1956, då man beslutade sig för att börja exportera till USA. Dove har även en produktserie som riktar sig till män och kallas Men+Care.
Dove har under 2000-talet särskilt uppmärksammats för sina reklamkampanjer, där man vävt in budskap och försökt sprida åsikter kring kvinnors rättigheter och människovärde. Kampanjer som väckt både positiva och negativa känslor. År 2017 anklagades företaget för rasism ("whitewashing") i sin marknadsföring i en Facebook-kampanj där en kvinna byter hudfärg och nationalitet flera gånger om genom att ta av sig en tröja. Syftet med kampanjen var att belysa att duschkrämen ifråga kunde användas av alla åldrar, etniciteter, former och storlekar. Dove beklagade det inträffade och drog tillbaka kampanjen. Modellen i kampanjen ansåg inte att det var rasism men hade förståelse för att enskilda bilder kunde missuppfattas.